# Tim Hughes
Tim Hughes (23 de julho de 1978) é um cantor cristão, líder de adoração e compositor atuando atualmente na igreja Anglicana Holy Trinity Brompton em Londres como Diretor de Adoração.

## Biografia
Filho de um vigário anglicano, ele cresceu em High Wycombe, depois se mudou para Birmingham.
Quando adolescente seu pai foi designado vigário da Igreja de St John, em Harborne.
Em 1997, com 19 anos, Hughes foi questionado por Mike Pilavachi a conduzir a adoração nos festivais de Soul Survivor.
Tim também é um dos sócios do Compassionart, uma instituição de caridade fundada por Martin Smith vocalista da banda Gospel  Delirious?
Tim é graduado em História pela Universidade de Sheffield..

## Vida Pessoal
Hughes casou com Rachel, e tem dois filhos; Phoebe Joy (2 de outubro, 2007)  e Simeon John (28 de fevereiro, 2009 ). Mike Pilavachi é o padrinho de Phoebe.

## Carreira Musical
Hughes gravou e lançou três álbuns: Here I Am to Worship em 2001, When Silence Falls em 2004 e Holding Nothing Back em 2007. Sua canção Dove Award-winning, "Here I Am to Worship" tornou-se um louvor de renome mundial. Outras faixas bem conhecidas dele inclui "Beautiful One"; "Jesus, You Alone"; "Consuming Fire"; "Living for your glory"; e "Whole World in His Hands". Holding Nothing Back, seu terceiro álbum, foi lançado em 3 de abril de 2007, e inclui canções como  "The Highest and the Greatest", "God of Justice", e "Everything".
Em julho de 2008 foi anunciado que Hughes estaria gravando um novo álbum e DVD ao vivo em um evento da Central Gospel que foi realizado em 16 de setembro, no Shepherds Bush Empire, em Londres. Apresenta uma mistura do material lançado anteriormente e novas músicas como "Give us your courage". Ele lançou seu novo álbum, em 14 de Março de 2009 em Westminster Central Hall de Londres.

## Outros
Hughes publicou Passion For Your Name em 2003, no qual ele dá conselhos em muitas questões.
Ele também publicou recentemente um livro chamado "Holding Nothing Back", o mesmo nome de seu terceiro álbum.

## Adoração Central
Hughes lidera uma escola de adoração conhecida como "Worship Central" baseada na Holy Trinity Brompton.
"Worship Central" tem uma visão de "encontro com Deus, equipar e capacitar os fieis da igreja, e tem um site, com eventos de capacitação e formação de podcasts. Desde o lançamento em 2006, 45.000 pessoas já participaram dos eventos "Worship Central" da, no Reino Unido, Ásia e E.U.A.

## Discografia

### Álbuns
- Reward com Martyn Layzell (1999)
- Here I Am to Worship (2001)
- When Silence Falls (2004)
- Holding Nothing Back (2007)
- Happy Day (2009)